# John Howard Yoder
John Howard Yoder, född 29 december 1927, död 30 december 1997, var en amerikansk kristen teolog, etiker, och bibelforskare. Mest känd för sin radikala kristna pacifism, sitt mentorskap för andra teologer som till exempel Stanley Hauerwas, lojaliteten till sina rötter inom den mennonitiska rörelsen och sitt verk The Politics of Jesus (1972).